# Ángel Rodríguez (Fußballspieler, 1992)
Ángel Rodríguez, vollständiger Name Ángel Leonardo Rodríguez Güelmo, (* 2. Dezember 1992 in Montevideo) ist ein uruguayischer Fußballspieler.

## Karriere
Der je nach Quellenangabe 1,71 Meter oder 1,74 Meter große Mittelfeldakteur Rodríguez gehörte seit 2012 dem Kader des uruguayischen Erstligisten Defensor Sporting an, aus dessen Nachwuchsmannschaft er hervorging. Dort wurde er in der Erstligaspielzeit 2011/12 einmal (kein Tor) in der Primera División eingesetzt. Zudem lief er fünfmal in der Copa Libertadores Sub-20 auf (kein Tor), bei der sein Verein das Finale erreichte. In der Saison 2012/13 bestritt er zwei weitere Partien (kein Tor) in der höchsten uruguayischen Spielklasse. 2013 wechselte er zum Ligakonkurrenten River Plate Montevideo. In der Spielzeit 2013/14 stehen bei den Montevideanern drei absolvierte Erstligabegegnungen (kein Tor) für ihn zu Buche. In der Saison 2014/15 wurde er 23-mal (ein Tor) in der Primera División und viermal (kein Tor) in der Copa Sudamericana 2014 eingesetzt. Während der Spielzeit 2015/16 kam er 24-mal (ein Tor) in der Liga und sechsmal (kein Tor) in der Copa Libertadores 2016 zum Einsatz. Anfang Juli 2016 wechselte er zum Club Atlético Peñarol, für den er in der Saison 2016 in neun Erstligaspielen (kein Tor) und zweimal (kein Tor) in der Copa Sudamericana 2016 auflief.